# Walter Goffart
Walter Andre Goffart (Berlim, 22 de fevereiro de 1934 – New Haven, 14 de fevereiro de 2025) foi um historiador do Império Romano tardio e Alta Idade Média que se especializou na pesquisa dos reinos bárbaros daqueles períodos. Ele foi pesquisador sênior e catedrático na Universidade Yale.

## Biografia
Ele graduou-se em 1955 na Universidade Harvard, onde também obteve o doutorado em 1961. Foi premiado com a medalha Haskins em 1991. Ensinou história na Universidade de Toronto de 1960 a 1999. Depois da aposentadoria em Toronto, passou a ensinar em Yale em 2000.
Alexander C. Murray editou um Festschrift para Goffart chamado After Rome's Fall: Narrators and Sources of Early Medieval History (1999).

## Morte
Goffart morreu no dia 14 de fevereiro de 2025, aos 90 anos.

## Publicações
- Byzantine Policy in the West under Tiberius II and Maurice: The Pretenders Hermenegild and Gundovald (579-585), in: Traditio 13 (1957), pp. 73-118
- The Fredegar Problem reconsidered, in: Speculum. A Journal of Medieval Studies 38:2  (1963), pp. 206-241.
- The Le Mans Forgeries (1966)
- Caput and Colonate (1974)
- Barbarians and Romans, A.D. 418-584: The Techniques of Accommodation (1980)
- Hetware and Hugas: Datable Anachronisms in Beowulf in: The Dating of Beowulf, ed. Colin Chase (1981), pp. 83-100.
- Rome, Constantinople, and the Barbarian, in: American Historical Review 86:2  (1981), pp. 275–306.
- Foreigners in the 'Histories' of Gregory of Tour'', in: Florilegium 4 (1982), pp. 80–99.
- The Narrators of Barbarian History (A.D. 550-800): Jordanes, Gregory of Tours, Bede, and Paul the Deacon (1988)
- Rome's Fall and After (1989)
- The Historia Ecclesiastica: Bede's Agenda and Ours, in: Haskins Society Journal 2 (1990), pp. 29-45.
- The Theme of 'The Barbarian Invasions' in Late Antique and Modern Historiography, in: W. Goffart (ed.), Rome's Fall and After, London 1989, pp. 111–132.
- Conspicuous by absence: heroism in the early Frankish era (6th-7th cent.), in: Teresa Pàroli (ed.), La Funzione dell'eroe germanico: Storicità, metafora, paradigma. Atti del Convegno internazionale di studio Roma, 6-8 maggio 1993 (Philologia: Saggi - richerche - edizioni 2), Rom 1995, pp. 41–56.
- Breaking the Ortelian Pattern: Historical Atlases with A New Program, 1747-1830, Editing Early and Historical Atlases, ed. Joan Winearls (1995), 49-81.
- The barbarians in late antiquity and how they were accommodated in the West, in: B. H. Rosenwein and L. K. Little (ed.), Debating the Middle Ages. Issues and readings, Malden, Mass. 1998, pp. 25-44.
- Historical Atlases: The First Three Hundred Years (2003).
- Conspicuously absent: Martial Heroism in the Histories of Gregory of Tours and its likes, in: K. Mitchell and I. N. Wood (ed.), The World of Gregory of Tours, vol. v. 8 (Cultures, Beliefs, and Traditions 8), Leiden 2002, pp. 365-393.
- The front matter of J. G. Hagelgans's 1718 Atlas historicus at Princeton University Library and the Eran Laor Cartographic Collection, Jerusalem," in the Princeton University Library Chronicle LXIV, 1 (Autumn 2002), pp. 141-162.
- The narrators of barbarian history (A.D. 550-800). Jordanes, Gregory of Tours, Bede, and Paul the Deacon, Notre Dame 2005.
- Jordanes's Getica and the Disputed Authenticity of Gothic Origins from Scandinavia, in: Speculum 80 (2005), pp. 379–98.
- Bede's uera lex historiae explained, in: Anglo-Saxon England 36 (2005), pp 111-116.
- Barbarian Tides: the Migration Age and the Later Roman Empire (2006)
- The Name ‘Merovingian’ and the Dating of Beowulf, Anglo-Saxon England Volume 36 (2007), pp 93-101
- Frankish military duty and the fate of Roman taxation, in: Early Medieval Europe 16:2 (2008), pp. 166-190.
- Rome's Final Conquest: The Barbarians, in: History Compass 6:3  (2008), pp. 855–883.
- Barbarians, Maps, and Historiography. Studies on the Early Medieval West (2009)
- The Technique of Barbarian Settlement in the Fifth Century: A Personal, Streamlined Account with Ten Additional Comments, in: Journal of Late Antiquity 3:1 (2010), pp. 65-98.
- The Frankish Pretender Gundovald, 582–585. A Crisis of Merovingian Blood, in: Francia. Forschungen zur westeuropäischen Geschichte 39 (2012), pp. 1-27.